# 7913 Parfenov
7913 Parfenov è un asteroide della fascia principale. Scoperto nel 1978, presenta un'orbita caratterizzata da un semiasse maggiore pari a 2,8910483 UA e da un'eccentricità di 0,0609860, inclinata di 1,59665° rispetto all'eclittica.